# Miguel Herrera Equihua
Miguel Ángel Herrera Equihua (ur. 3 kwietnia 1989 w Uruapan) – meksykański piłkarz występujący na pozycji środkowego obrońcy, reprezentant Meksyku, od 2023 roku zawodnik Nezy.

## Kariera klubowa
Herrera rozpoczynał karierę piłkarską w czwartoligowych ekipach Monarcas Zacapu i San Mateo Atenco, skąd trafił do akademii juniorskiej klubu CF Pachuca. Zanim został włączony do pierwszej drużyny, przez kilka sezonów występował w trzecioligowych rezerwach – kolejno w Universidad del Fútbol, Tampico Madero FC oraz Titanes de Tulancingo. W seniorskim zespole premierowy mecz rozegrał dopiero w wieku dwudziestu trzech lat za kadencji szkoleniowca Hugo Sáncheza, w lipcu 2012 z Universidadem de Guadalajara (0:1) w rozgrywkach krajowego pucharu (Copa MX), jednak w Liga MX zadebiutował nieco później, 4 sierpnia tego samego roku w wygranym 1:0 spotkaniu z Querétaro. Dopiero po przyjściu do ekipy trenera Gabriela Caballero wywalczył sobie niepodważalne miejsce na środku defensywy. Pierwszego gola w najwyższej klasie rozgrywkowej strzelił 27 lipca 2013 w wygranej 2:1 konfrontacji z Tigres UANL, zaś w wiosennym sezonie Clausura 2014, będąc kluczowym zawodnikiem zespołu, wywalczył z Pachucą tytuł wicemistrza kraju.
Wiosną 2016 Herrera został wypożyczony do zespołu CF Monterrey, w ramach rozliczenia za transfer Stefana Mediny.
| Sezon     | Klub                   | Kraj   | Rozgrywki        | Mecze | Bramki |
| --------- | ---------------------- | ------ | ---------------- | ----- | ------ |
| 2007/2008 | Monarcas Zacapu        | Meksyk | Tercera División | 10    | 2      |
| 2007/2008 | San Mateo Atenco       | Meksyk | Tercera División | 1     | 0      |
| 2008/2009 | Universidad del Fútbol | Meksyk | Segunda División | 27    | 0      |
| 2009/2010 | Universidad del Fútbol | Meksyk | Segunda División | 28    | 2      |
| 2010/2011 | Tampico Madero FC      | Meksyk | Segunda División | 25    | 1      |
| 2011/2012 | Titanes de Tulancingo  | Meksyk | Segunda División | 36    | 0      |
| 2012/2013 | CF Pachuca             | Meksyk | Liga MX          | 17    | 0      |
| 2013/2014 | CF Pachuca             | Meksyk | Liga MX          | 38    | 1      |
| 2014/2015 | CF Pachuca             | Meksyk | Liga MX          | 35    | 1      |
| 2015/2016 | CF Pachuca             | Meksyk | Liga MX          | 12    | 0      |
| 2015/2016 | CF Monterrey           | Meksyk | Liga MX          |       |        |

## Kariera reprezentacyjna
W seniorskiej reprezentacji Meksyku Herrera zadebiutował za kadencji selekcjonera Miguela Herrery, 6 września 2014 w zremisowanym 0:0 meczu towarzyskim z Chile. W czerwcu 2015 został powołany do rezerwowego garnituru kadry na rozgrywany w Chile turniej Copa América, jednak z powodu kontuzji nie wziął ostatecznie udziału w rozgrywkach. Miesiąc później, już po rekonwalescencji, znalazł się natomiast w składzie na Złoty Puchar CONCACAF – tam jako głęboki rezerwowy nie zanotował jednak żadnego występu, zaś Meksykanie triumfowali ostatecznie w turnieju po pokonaniu w finale Jamajki (3:1).